# Luigi Ferrigno
Luigi Ferrigno (Napoli, 19 novembre 1973) è uno scenografo italiano.

## Biografia
Luigi Ferrigno è figlio di Eduardo Ferrigno, artista del movimento della transavanguardia napoletana. Frequenta e si diploma presso l'Accademia di Belle Arti di Napoli nel 1998, dove inizia la collaborazione artistica con il vicino Theatre de Poche con la direzione artistica di Lucio Allocca con cui metterà in scena La finta pazza al Teatro Stabile di Napoli nel 2004.
Da qui parte la collaborazione con lo stabile di Napoli che gli permetterà di lavorare successivamente con diversi registi tra cui Andrea De Rosa, Claudio Di Palma, Pino Carbone, Andrea Renzi, Giuseppe Bertolucci ed altri ancora. La sua carriera inizia come assistente scenografo di Aldo De Lorenzo nel teatro di prosa e musical, e con Sergio Tramonti nell'opera lirica. Nel frattempo nel 2006 si specializza in arti visive e discipline dello spettacolo presso l’Accademia Belle Arti Napoli. Nel 2007 firma la scena di La casa di Bernarda Alba per la regia di Gigi Di Luca con cui vince il Premio Girulà, nello stesso anno diventa docente presso l'Accademia di Belle Arti di Sassari e successivamente nel 2015 diventa docente presso l'Accademia di Belle Arti di Napoli.
Nel 2010 incontra la produttrice Melina Balsamo che gli permetterà di collaborare con Pierfrancesco Favino, Ferzan Özpetek, Pierpaolo Sepe, Vinicio Marchioni, Daniele Finzi Pasca.
Con Mimmo Borrelli stabilisce un lungo sodalizio che lo ha portato a vincere il Premio Le Maschere del Teatro Italiano con lo spettacolo La cupa nel 2019. Nel 2020 collabora con Mimmo Paladino, realizzando le scene del suo secondo film La divina cometa. Nel 2024 realizza le scene per Zarqa Al Yamama con la regia di Daniele Finzi Pasca, tale spettacolo è la prima opera lirica Araba.

## Teatro
- La finta pazza, regia di Lucio Allocca (2004)
- Pulcinella vendicato, regia Lucio Allocca (2006)
- La casa di Bernarda Alba, regia di Gigi di Luca (2007)
- 3 Ttrzi, regia di Giuseppe Bertolucci (2008)
- L'altro magnifico Jerry, regia di Giuseppe Miale (2008)
- Juve Napoli 1-3, regia di Massimo De Matteo (2009)
- Santos, di Roberto Saviano e regia di Mario Gelardi (2010)
- La madre: 'i figlie so' piezze 'i sfaccimma, testo e regia di Mimmo Borrelli (2010)
- Ferito a morte, regia di Claudio Di Palma (2011)
- A che servono questi quattrini, regia Luigi De Filippo (2011)
- È così che gira il mondo, regia Jimmy Pallas (2012)
- Memoria di una schiava, regia di Gigi Di Luca (2012)
- Servo per due, regia di Pierfrancesco Favino e Paolo Sassannelli (2013)
- Creditori, regia di Orlando Cinque (2013)
- Letteratura e salti mortali, testo di Raffaele La Capria, regia di Claudio Di Palma (2014)
- Opera pezzentella, scritto e diretto da Mimmo Borrelli (2014)
- D’estate con la barca, regia Luca De Fusco (2014)
- La neve su Vesuvio, regia Andrea Renzi (2014)
- La notte blu del tram, regia di Pino Carbone (2015)
- Tre sorelle[5], regia Claudio di Palma (2015)
- La morte della bellezza, regia di Benedetto Sicca (2015)
- Dalla parte di Zeno[6], Andrea Renzi (2016)
- Una giornata particolare[7], regia teatrale di Nora Venturini (2016)
- Casa di bambola, regia di Claudio Di Palma (2016)
- Sanghenapule, di Roberto Saviano e Mimmo Borrelli, regia di Mimmo Borrelli (2016)
- La controra, regia di Pierfrancesco Favino e Paolo Sassanelli (2016)
- Il baciamano, regia Giovanni Esposito (2016)
- Regalo di Natale[8], regia teatrale di Marcello Cutugno (2017)
- All in - il gioco può causare solitudine[9], regia di Giuseppe Miale di Mauro (2017)
- Uscita di emergenza, regia Claudio di Palma (2017)
- L’armata dei sonnambuli, regia di Pino Carbone (2017)
- Il genio dell’abbandono[10], regia di Claudio Di Palma (2017)
- Ferdinando, regia Nadia Baldi (2017)
- Il senso del dolore, di Maurizio De Giovanni, regia di Claudio Di Palma (2018)
- La cupa, di Mimmo Borrelli (2018)
- Miss Marple[11], adattamento teatrale di  Edoardo Erba, regia Pierpaolo Sepe (2018)
- I soliti Ignoti[12], regia teatrale Vinicio Marchioni (2019)
- Non è vero ma ci credo, regia Leo Muscato (2019)
- Madre coraggio e si suoi figli, regia Paolo Coletta (2019)
- Regole per vivere, regia Antonio Zavatteri (2019)
- Il paese di cuccagna, test, musiche e regia Paolo Coletta (2019)
- Assunta Spina,[13] regia teatrale di Pino Carbone (2019)
- Mine vaganti[14], regia teatrale Ferzan Özpetek (2020)
- Azul, regia di Daniele Finzi Pasca (2022)
- Magnifica Presenza, regia teatrale di Ferzan Özpetek (2023)

## Opera
- Don Giovanni, regia Paolo Coletta (2016)
- Anna Bolena , regia Andrea De Rosa (2019)
- Tosca, collaborazione con Mimmo Paladino, regia di Eduardo De Angelis (2020)
- Zarqa Al Yamama[15], regia di Daniele Finzi Pasca (2024)

## Concerti
- Canzone della cupa, Vinicio Capossela (tour 2016)

## Filmografia
- La divina cometa[16], regia di Mimmo Paladino, 2022
- Nero, regia di Giovanni Esposito, 2024